# Бург (Шпреталь)

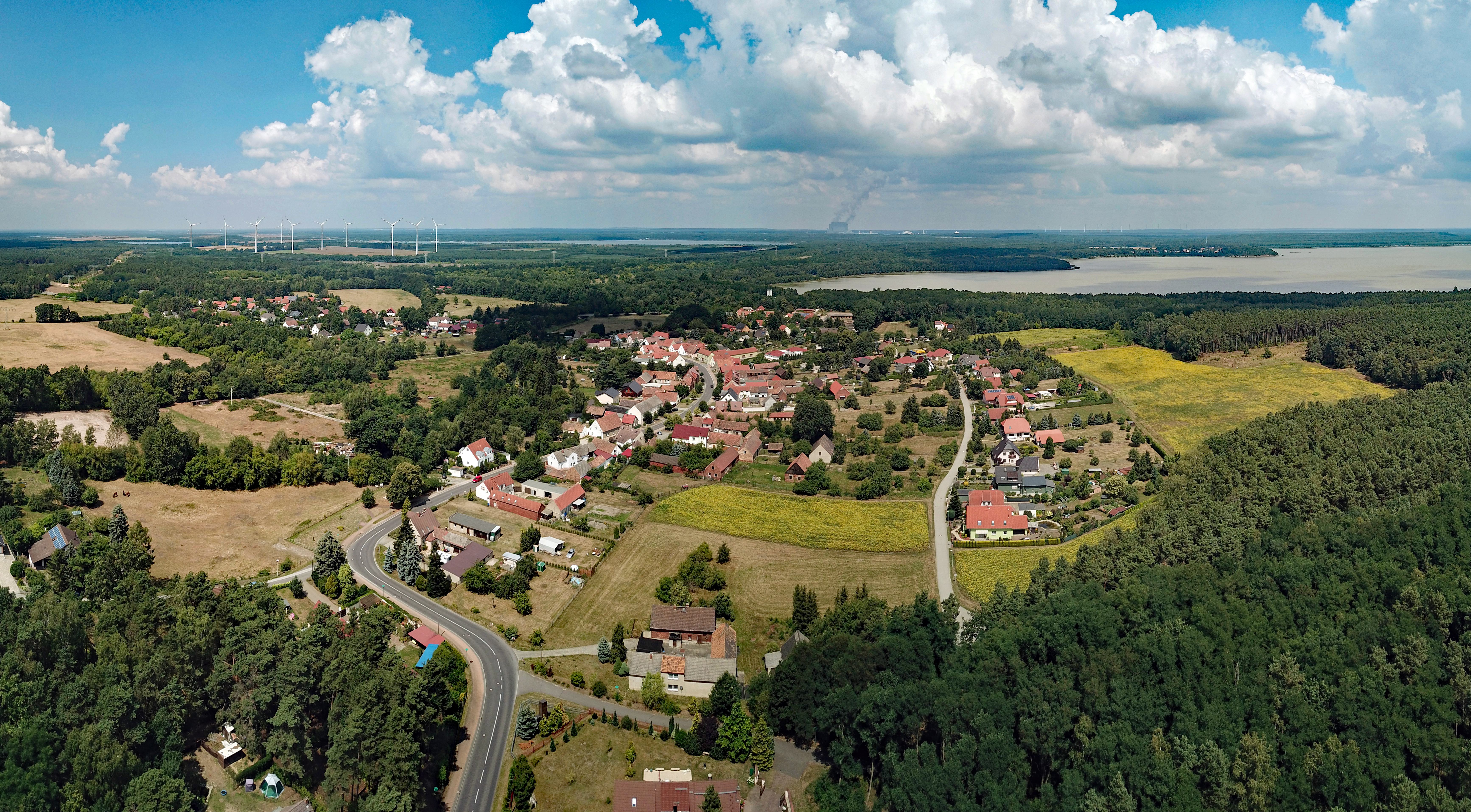

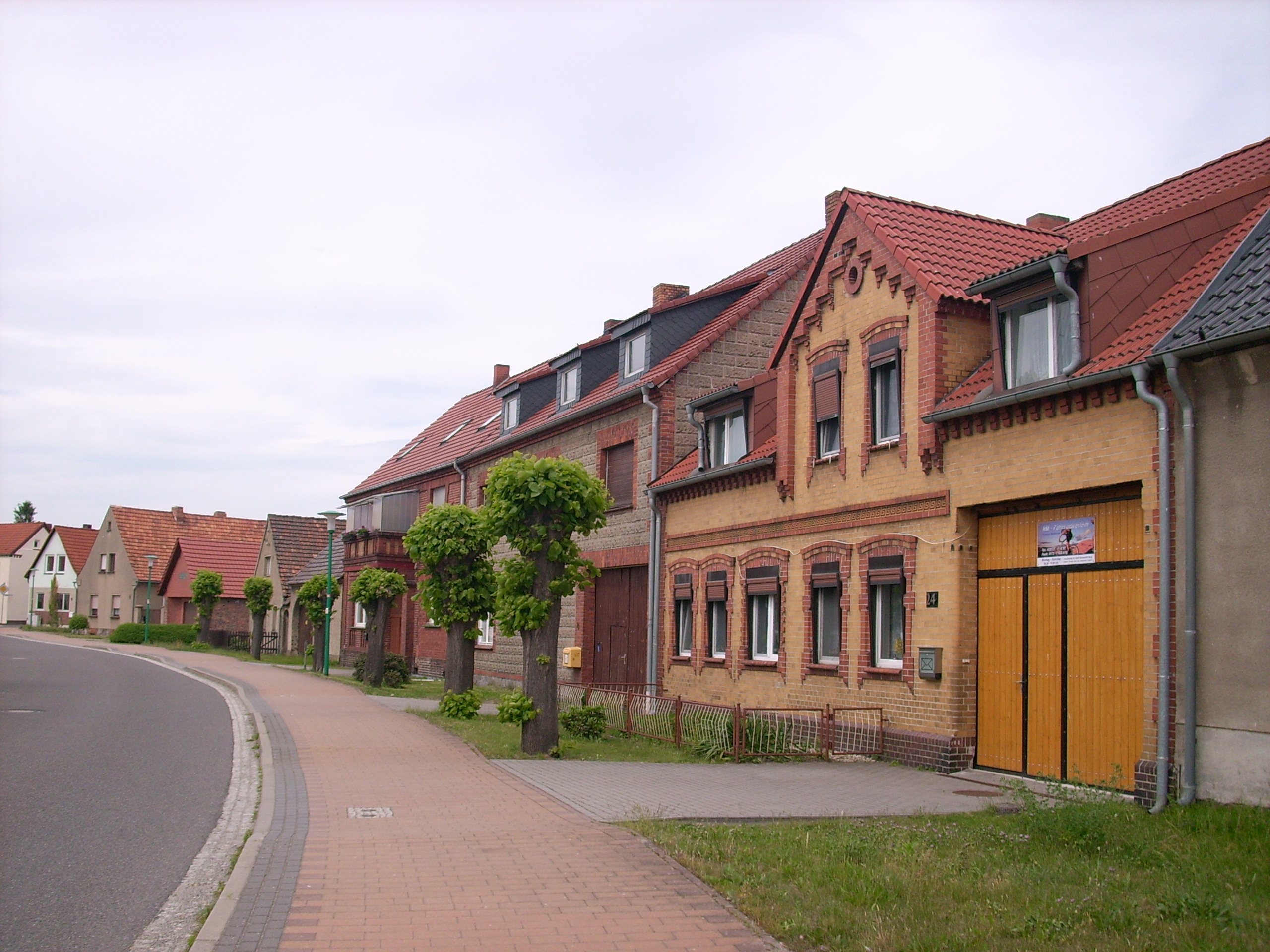

Бург или Борк (нем. Burg; в.-луж. Bórk) — деревня в Верхней Лужице, Германия. Входит в состав коммуны Шпреталь района Баутцен в земле Саксония. Подчиняется административному округу Дрезден.

## География
Находится в южной части района Лужицких озёр на северном берегу искусственного Спревинодольского озера примерно в десяти километрах северо-восточнее города Хойерсверда. Примерно в километре на запад от деревни проходит автомобильная дорога B 97.
Соседние населённые пункты: на северо-востоке — деревня Боркгамор и на юге — деревня Роголнь.

## История
Впервые упоминается в 1401 году под наименованием Borg.
С 1996 года входит в состав современной коммуны Шпреталь.
В настоящее время деревня входит в состав культурно-территориальной автономии «Лужицкая поселенческая область», на территории которой действуют законодательные акты земель Саксонии и Бранденбурга, содействующие сохранению лужицких языков и культуры лужичан.
Исторические немецкие наименования
- Borg, 1401
- Burgk, 1568
- Burcka, 1612
- Wendisch Burg, 1759
- Burgk, 191

## Население
Официальным языком в населённом пункте, помимо немецкого, является также верхнелужицкий язык.
Согласно статистическому сочинению «Dodawki k statisticy a etnografiji łužickich Serbow» Арношта Муки в 1884 году в деревне проживало 284 человека (из них — 284 серболужичанина (100 %)).
Лужицкий демограф Арношт Черник в своём сочинении «Die Entwicklung der sorbischen Bevölkerung» указывает, что в 1956 году при общей численности в 327 человек серболужицкое население деревни составляло 57 % (из них верхнелужицким языком владело 162 взрослых и 24 несовершеннолетних).
| 1825 | 1871 | 1885 | 1905 | 1925 | 1939 | 1946 | 1950 | 1964 | 1990 | 2011 |
| ---- | ---- | ---- | ---- | ---- | ---- | ---- | ---- | ---- | ---- | ---- |
| 187  | 269  | 274  | 275  | 299  | 321  | 329  | 322  | 342  | 215  | 364  |